# Neuhausen (Neuhausen/Spree)
Neuhausen, niedersorbisch Kopańce, ist ein Ortsteil und Sitz der Gemeindeverwaltung der Gemeinde Neuhausen/Spree im Landkreis Spree-Neiße in Brandenburg. Bis zur Eingemeindung am 19. September 2004 war Neuhausen eine eigenständige Gemeinde, die vom Amt Neuhausen/Spree verwaltet wurde.

## Lage
Neuhausen liegt in der Niederlausitz, etwa zehn Kilometer südöstlich des Stadtzentrums von Cottbus und zwölf Kilometer Luftlinie nördlich der Stadt Spremberg. Umliegende Ortschaften sind Koppatz im Norden, Roggosen im Nordosten, Laubsdorf im Osten, Bagenz im Südosten, Bräsinchen im Süden, Roschitz im Südwesten, Groß Oßnig im Westen sowie Frauendorf im Nordwesten.
Durch Neuhausen verläuft die Landesstraße 472 zwischen Groß Oßnig und Laubsdorf. Der Ort liegt an der Bahnstrecke Berlin–Görlitz, die einen Haltepunkt im Ort hat. Im Nordosten von Neuhausen befindet sich der Flugplatz Neuhausen. Der südliche Gemarkungsteil von Neuhausen liegt in der Talsperre Spremberg, zudem fließt die Spree durch den Ort.

## Geschichte
Neuhausen wurde erstmals im Jahr 1301 als Burg novum castrum apud Kotebuz in Urkunden erwähnt. Der Ort wurde erstmals im Jahr 1336 als Niehus genannt. Der Ortsname leitet sich von dem mittelniederdeutschen Wort „hus“ ab und bezieht sich auf eine neu angelegte Festung.
Bis 1815 gehörte Neuhausen zum Königreich Sachsen. Als Folge des Wiener Kongresses musste Sachsen einen Teil seines Gebietes, zu dem auch Bräsinchen gehörte, an das Königreich Preußen abtreten. Dort war das Dorf Teil des Landkreises Cottbus im Regierungsbezirk Frankfurt in der Provinz Brandenburg. 1840 war das Rittergut Neuhausen im Besitz einer Hermine von Kottwitz. Das Dorf hatte laut der Topographisch-statistischen Übersicht des Regierungsbezirks Frankfurt a.d.O. 38 Wohngebäude mit 193 Einwohnern und gehörte kirchlich zu Kahren. 1864 hatte Neuhausen 180 Einwohner und verfügte über eine Wassermühle sowie eine Schäferei. 1884 waren 203 der 204 Einwohner Neuhausens Sorben, 1956 lag der Anteil sorbischsprachiger Einwohner nur noch bei 1,7 %.
Am 1. April 1939 wurde das benachbarte Bräsinchen nach Neuhausen zwangseingemeindet. Nach dem Zweiten Weltkrieg wurde Bräsinchen wieder eigenständig, die Gemeinde Neuhausen lag zunächst in der Sowjetischen Besatzungszone und anschließend in der DDR. Bei der am 25. Juli 1952 in der DDR durchgeführten Kreisreform wurde die Gemeinde dem Kreis Cottbus-Land im Bezirk Cottbus angegliedert. Am 1. Juli 1971 wurde Bräsinchen wieder nach Neuhausen eingemeindet. Nach der Wende wurde der Kreis Cottbus-Land in Landkreis Cottbus umbenannt, zur Kreisreform im Dezember 1993 wurde der Landkreis Cottbus mit drei weiteren Landkreisen zum neuen Landkreis Spree-Neiße vereinigt. Neuhausen gehörte dort dem Amt Neuhausen/Spree an, dessen Verwaltungssitz sie war. Am 19. September 2004 fusionierte die Gemeinde Neuhausen mit 17 weiteren Gemeinden zur Großgemeinde Neuhausen/Spree.

## Rittergut
Neuhausen ist ein altes Gutsdorf, seit frühesten Zeiten im Besitz der alten Familie von Kottwitz. Die Genealogie dieses Besitzes geht auf den Niederlausitzschen Stamm des Adelsgeschlechts zurück, beginnend mit Günther von Kottwitz-Klinge, Landvogt der Niederlausitz. Die letzten Kottwitz-Generationen stellen unter anderem der Oberst Johann Gottlob von Kottwitz auf Neuhausen, verheiratet mit Christiane von Schick. Ihnen folgt der Sohn Theodor von Kottwitz und dann die Enkeltochter Hermine (1801–1880). Das 1879 erstmals amtlich publizierte Generaladressbuch der preußischen Rittergutsbesitzer weist für das Rittergut, im Eigentum des Fräuleins von Kottwitz befindlich, einen Umfang von rund 659 ha aus. Ihr Bruder Rudolf wiederum erhält dagegen die Nachbargüter Ober- und Niederstrega und Laubsdorf. Schloss Neuhausen dient durch Einheiratung mit Marie von Kottwitz auch zwischenzeitlich als Wohnsitz des Ernst von Heynitz. 1914 führt das Brandenburgische Güter-Adressbuch als Eigentümerin des Rittergutes Neuhausen Marie von Heynitz, geborene von Kottwitz mit Wohnsitz in Berlin-Tegel auf. Als Pächterin agierte Marianne von Kuenheim, geborene von Heynitz, Tochter von Ernst und Marie. Die Gutsgröße wird auf 686 ha beziffert. Zum Gut gehört eine Öl-, Schneide- und Mahlmühle sowie ein Sägewerk. Vor der großen Wirtschaftskrise wechselte der Besitz in die Hände der Mühlenindustriebank, Verwalter Max Böhme. Der Status als klassisches Rittergut bestand weiter, die Größe blieb konstant.

## Sehenswürdigkeiten
Das Schloss Neuhausen wurde vermutlich gegen Ende des 16. Jahrhunderts errichtet. Bei dem Schloss handelt es sich um einen zweigeschossigen Putzbau, der anstelle einer ursprünglichen Sumpfburg errichtet wurde. Mitte des 18. Jahrhunderts wurde das Schloss umgebaut, es verfügt seitdem über ein Mansarddach mit mittiger Laterne. Das Schloss ist umgeben von einem Landschaftspark, die gesamte Anlage steht unter Denkmalschutz.
Zwischen 1996 und 2004 erfolgten bauliche Sicherungen und erste Sanierungen des Schlosses. Seit dem Jahr 2015 befindet es sich in Privatbesitz.

## Bevölkerungsentwicklung
| 1875 | 171 | 1939 | 548 | 1981 | 422 |
| 1890 | 364 | 1946 | 431 | 1985 | 378 |
| 1910 | 307 | 1950 | 432 | 1989 | 368 |
| 1925 | 381 | 1964 | 444 | 1995 | 410 |
| 1933 | 424 | 1971 | 407 | 2003 | 384 |

## Verkehr

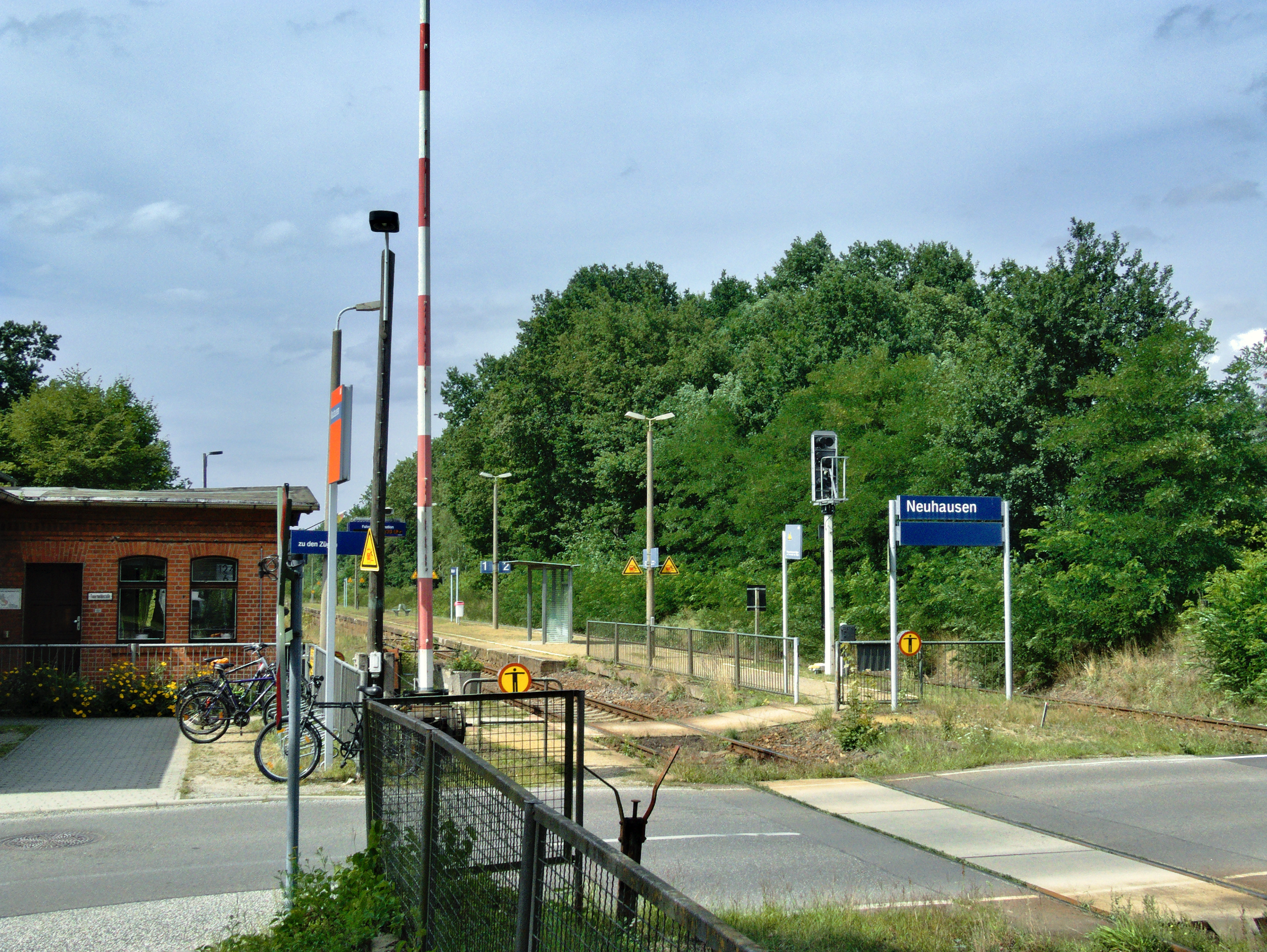
Haltepunkt Neuhausen (b. Cottbus)

Der Haltepunkt Neuhausen (b. Cottbus) an der Bahnstrecke Berlin–Görlitz wird durch die Linie RB 65 (Cottbus–Zittau) bedient.